# Glashütte (Hemeln)

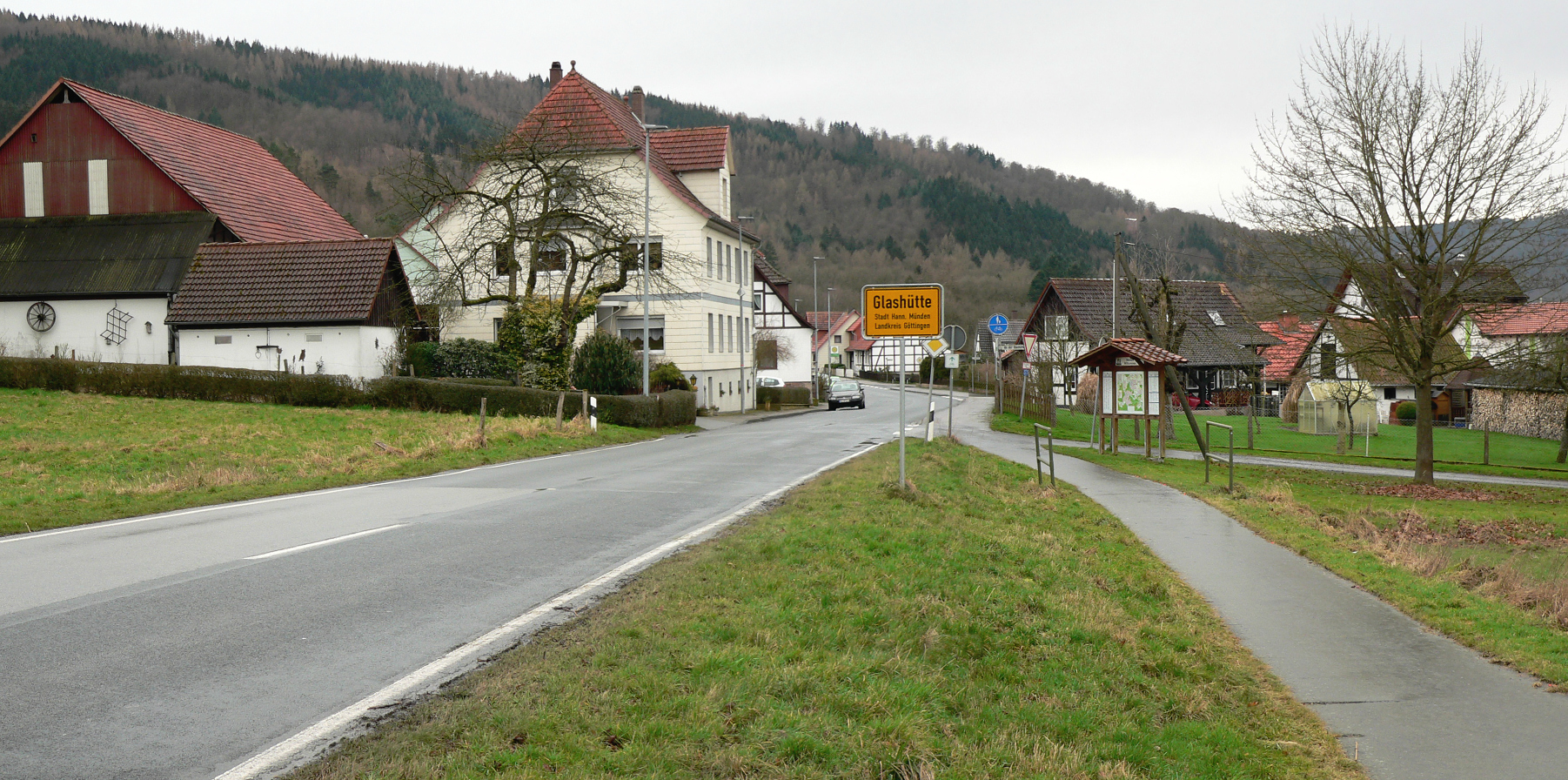
Ortseinfahrt von Glashütte

Glashütte ist ein Dorf im Landkreis Göttingen in Niedersachsen. Es gehört mit Bursfelde zur Ortschaft Hemeln innerhalb der Stadt Hann. Münden. Mit 77 Einwohnern (Stand: 31. Dezember 2021) ist Glashütte einer der kleinsten Orte von Hann. Münden. Das Dorf liegt am Rande des Bramwaldes im Tal der Weser unmittelbar am Fluss.

## Geschichte
Archäologisch nachgewiesene Spuren von Wüstungen deuten darauf hin, dass die Gegend seit dem 13. bis 15. Jahrhundert besiedelt war. Das Dorf Glashütte ging aus der 1767 gegründeten Hüttensiedlung der Glashütte Hemeln hervor. Die Hütte stellte anfangs Waldglas her und hatte im Gegensatz zu den im Bramwald ansässigen Wanderglashütten einen festen Standort. 1829 stellte die Glashütte ihren Betrieb wegen Unrentabilität ein. Nach Leerstand wurden die Gebäude der Glashütte in den 1880er Jahren abgerissen. Seither wird das Ortsbild von schlichten Fachwerkbauten geprägt, die um 1900 entstanden sind.
Seit der Gebietsreform von 1973 ist Glashütte als Ortsteil der Ortschaft Hemeln Teil der Stadt Hann. Münden; zuvor gehörte es zur Gemeinde Hemeln.

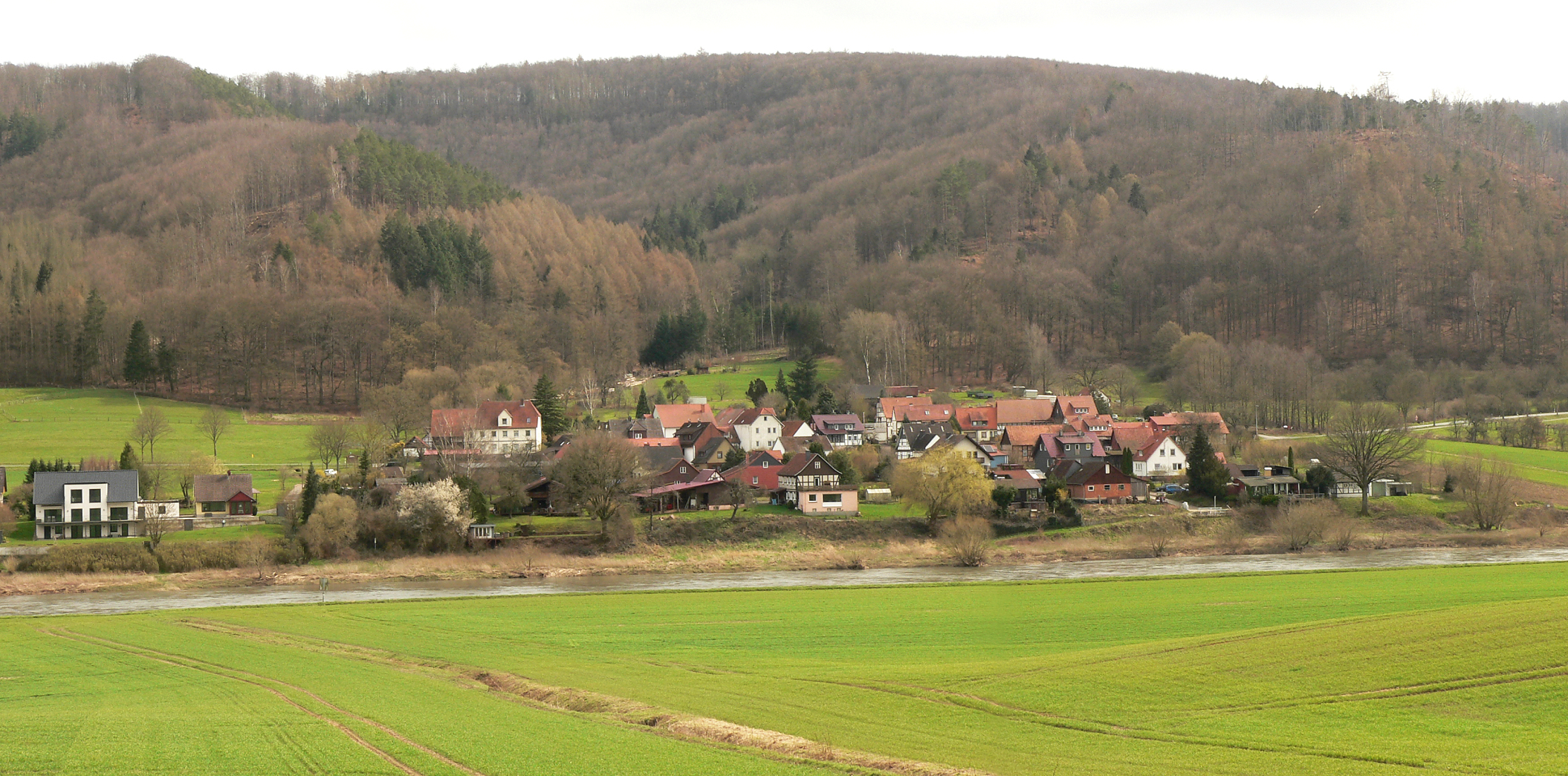
Glashütte am Rande des Bramwaldes, davor die Weser
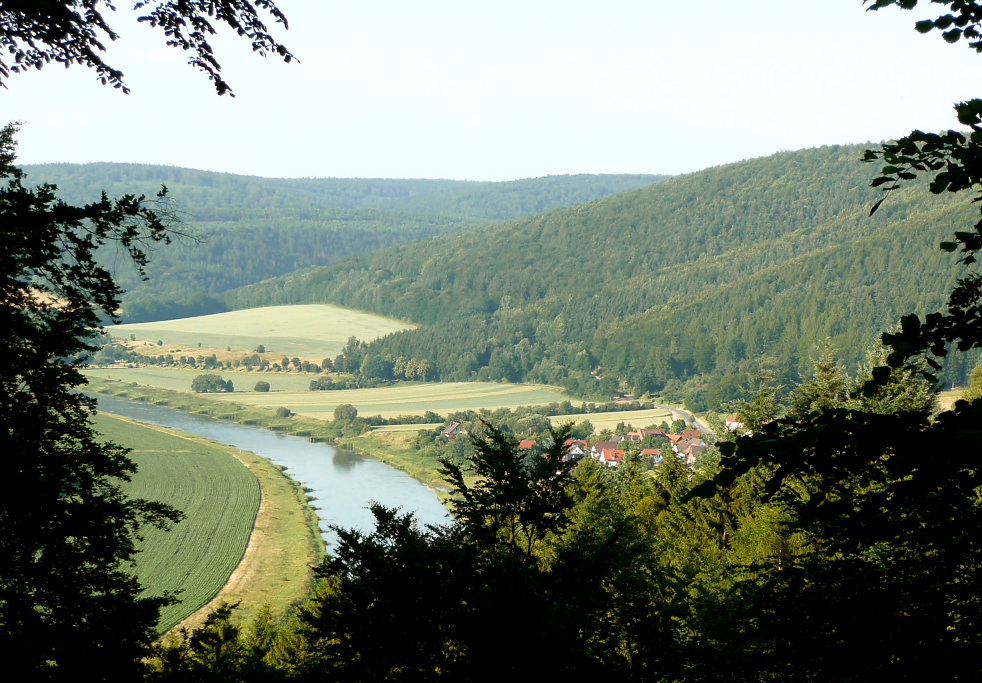
Blick von der Bramburg auf Glashütte und die Weser
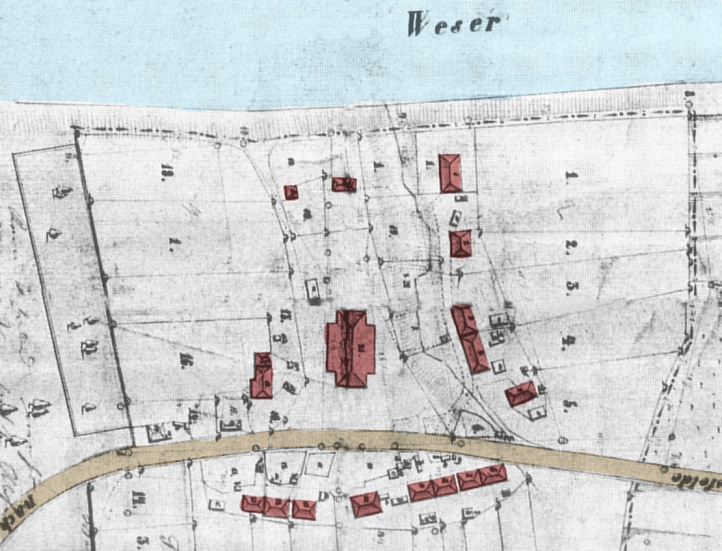
Lageplan des Dorfes von 1868, mittig das große Glashüttengebäude

## Politik
Glashütte wird auf kommunaler Ebene vom Rat der Stadt Hann. Münden und dem Ortsrat der Ortschaft Hemeln vertreten.